# Codi de mocadors

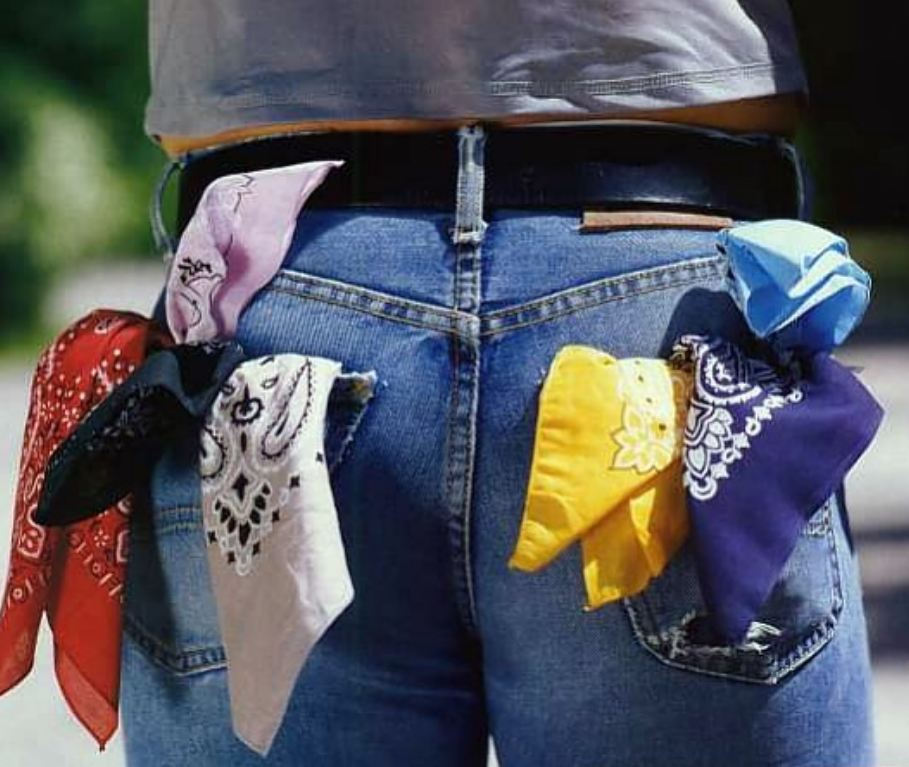
Un assortiment de mocadors

El codi de mocadors (també conegut com a codi bandana, i com a handkerchief code, hanky code i flagging en anglès) és un sistema de codi de colors, emprat normalment entre homes gais practicants del sexe ocasional o practicants de BDSM als Estats Units, Canadà, Austràlia i Europa, per indicar preferències de fetitxisme sexual, quina mena de pràctica sexual s'està buscant, i si són actius/dominants o passius/submisos.
Portant un mocador al costat esquerre del cos s'indica "part superior" (que és practicant actiu de l'acte o fetitxe que indica el color del mocador), mentre portant-lo al costat dret s'indicaria que és de la "part inferior" (es considera a si mateix passiu en la pràctica de l'acte o fetitxe indicada pel color del mocador). El hanky el codi era àmpliament utilitzat els anys 1970 per gai i homes bisexuals.

## Origen

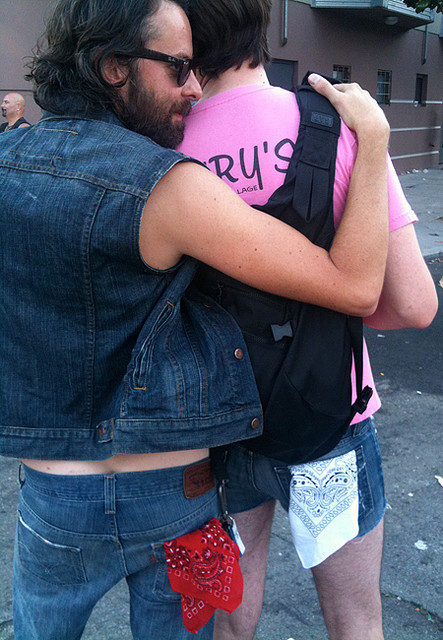
Codi de mocadors.

Portar mocadors i bandanes de colors al votant del coll era una pràctica popular a mitjans del segle xix entre vaquers, enginyers de ferrocarril del vapor, i miners a l'Oest dels Estats Units. Però es creu que la pràctica de portar bandanes per homes gais com a codi de colors es va originar a San Francisco després de la Febre d'Or, quan, a causa d'una escassetat de dones, els homes que ballaven a les pistes de ball quadrangulars van desenvolupar un codi de portar un mocador blau per indicar que ballaven amb homes, en canvi els homes que ballaven amb dones portaven una bandana de color vermell. Aquestes bandanes eren normalment portades al voltant del braç o penjant del cinturó o en la butxaca posterior dels texans.
Es creu que el codi modern de colors es començaria a popularitzar a la Ciutat de Nova York a finals de 1970 o inicis de 1971 quan un periodista del setmanari Village Voice va bromejar amb què la gent en comptes de simplement portar claus per indicar si "superior" o "inferior" seria més eficient portar mocadors de colors per anunciar les seves particularitats sexuals. Altres fonts atribueixen l'expansió del sistema de codis de colors blau-vermell una campanya de màrqueting del 1971 per un departament de vendes d'una botiga de marxandatge eròtic, The Trading Post, promovent el codi de colors dels mocadors imprimint el significat dels diversos colors.
Alan Selby, fundador de Mr. S Leather a San Francisco, va reclamar ser el primer a crear el codi de colors dels mocadors junt amb els seus socis empresarials a Leather 'n' Things l'any 1972, quan el seu proveïdor de bandanes va doblar la comanda que expandiria el codi i que li permetria vendre colors extres del que havia rebut. 
Bob Damron's Address Book també és notable pel que fa a referenciar el codi de mocador. Començant en el 1964, un home de negocis anomenat Bob Darmon va publicar un llibre de tots els bars gai que coneixia a causa dels seus constants viatges a través dels Estats Units. "Aquest llibre cap en el palmell de la teva mà", es llegeix en una descripció. "Malgrat la seva petita mida, aquest llibre va ser un assoliment impressionant. Cada un dels llistats els va visitar ell mateix. Cada còpia del llibre la va vendre ell mateix." Bob Damron's Address Book també va publicar una taula anualment pel significat de cada color de mocador.

## Exemples
La taula de colors va ser dibuixada per Larry Townsend a The Leatherman's Handbook II, editat per segona el 1983 amb la taula inclosa, ja que la primera edició del 1972 no la va incloure aquesta llista. I aquesta llista és la que es considera una autoritat sobre el significat dels colors. Implícit en aquesta llista és el concepte de polaritat esquerra/dreta, esquerra indicant superior, dominant, parella activa; dreta indicant l'inferior, submís, o participant passiu. La negociació entre participants era important, perquè tal com anotà Townsend, les persones poden portar mocadors de qualsevol color "només perquè els agrada la idea de portar els mocadors de colors" o "ni tan sols pot saber què significa".
| Color       | Significat                           |
| ----------- | ------------------------------------ |
| Negre       | S&M                                  |
| Blau (Fosc) | Sexe anal                            |
| Blau (Clar) | Sexe oral                            |
| Marró       | Coprofília                           |
| Verd        | Treball sexual/Prostitució masculina |
| Gris        | Bondage                              |
| Taronja     | Qualsevol cosa que sorgeixi          |
| Porpra      | Pírcing                              |
| Vermell     | Fist-fucking                         |
| Groc        | Pluja daurada                        |

Les llistes més llargues trobades en pàgines web són més elaborades i molts codis de color poden ser molt poc usats, tot i que alguns d'aquests colors són oferts en venda a botigues de LGBT juntament amb targetes gratuïtes que llisten els seus significats.

## Ús actual
Malgrat que el codi del mocador va ser un sistema simbiòtic per publicitar preferències sexuals entre la comunitat leather gai dels Estats Units, ja no és tan popular en l'actualitat. Es pot veure com un element més pervertit per utilitzar en pornografia gai o a esdeveniments sexuals o fetitxes com Folsom Street Fair. Els serveis de xarxes socials poden haver substituït l'ús dels mocadors durant el procés de digitalització. En utilitzar plataformes en línia, els homes que tenen sexe amb homes (MSM) poden eliminar l'assetjament i violència que poden rebre en públic. Les xarxes socials per MSM també permeten als subgrups i a la gent indicar els seus fetitxes i què estan buscant, cosa que pot haver sigut la causa de la substitució de la necessitat dels mocadors.